# Maria Loreto (Starý Hrozňatov)
Maria Loreto ve Starém Hrozňatově je poutní areál s kaplí Panny Marie Loretánské postavený v letech 1664–1689 chebskými jezuity. Nachází se v chebské místní části Hrozňatov. Stejně jako u ostatních obdobných staveb byla její podoba inspirována Svatou chýší v Loretu.

## Historie

### Stavba
Se stavbou lorety ve Starém Hrozňatově u Chebu, začali chebští jezuité v roce 1664. Zároveň začala vznikat i Velká křížová cesta s 29 zastaveními, v nichž byly ze dřeva vyřezávané postavy v životní velikosti, a s kaplí Božího hrobu, postavené podle kaple uprostřed Chrámu Božího hrobu v Jeruzalémě. Křížová cesta, situovaná podle jeruzalémské Via Dolorosa, byla několik kilometrů dlouhá a končila u Lorety. V roce 1667 se v kapli Panny Marie sloužila první mše a přišlo sem první procesí. Areál byl s vydatnou pomocí místních obyvatel a s přispěním mecenášky hraběnky Heissensteinové dokončen roku 1689. V roce 1773 byl řád jezuitů v Chebu zrušen a loreta připadla pod správu farnosti v Chebu. Správcem byl chebský kaplan. Loreta se stala brzy oblíbeným poutním místem, putovala k ní častá procesí. Později byla na loretě zřízena farnost, k níž patřily okolní obce.

### Úpadek
V roce 1951 se zde naposledy sloužila mše. Protože se loreta ocitla v pohraničním pásmu, začala rychle chátrat. Roku 1952 vyhořela věž zvonice a byla zbořena před Loretou stojící budova školy. Po několika letech bylo celé poutní místo zcela zničené. Veškeré zařízení bylo rozkradené, střechy proděravělé, zdivo se rozpadalo, ambity začaly zarůstat náletovými dřevinami. Zdi kostela byly zohavené sprostými nápisy a na soše madony s Ježíškem nad portálem se objevily dodnes viditelné stopy po ostré munici, jakoby si z ní vojáci udělali střelecký terč.

### Obnova
Po roce 1989, hned po otevření hranic, začali na zdevastovanou Loretu přicházet první poutníci. Začalo se uvažovat, zda Loretu opravit, zakonzervovat či zbořit. Podle propočtů památkového ústavu by všechny varianty byly stejně drahé, ale na žádnou z nich nebyly peníze.
V roce 1992 založil bývalý starousedlík vysídlený v roce 1946 Anton Hart ve Waldsassenu Spolek na podporu poutního místa Maria Loreto a stal se jeho předsedou. Spolek nabídl českým státním a obecním institucím a církvi, jako vlastníku objektu, finanční pomoc. Zprvu to bylo 30 000 marek. Hart osobně přispěl částkou 100 000 korun. Anton Hart chtěl, aby se na výstavbě Lorety podíleli Češi i Němci, aby byla společným dílem a místem setkávání a smíření.
Velkou podporu měla loreta v tehdejším předsedovi ONV Otakarovi Mikovi a v plzeňském biskupovi Mons. Františku Radkovském. V roce 1994 byl v Chebu založen český Spolek Maria Loreto, který sice nemohl poskytovat takové finanční zajištění jako spolek německý, ale dění na Loretě podporoval a propagoval, zajišťoval zázemí, dopravu na bohoslužby, úklid apod. Obnova některých částí areálu byla zařazena také do programu českého ministerstva kultury na záchranu architektonického dědictví, projekt záchrany Lorety byl podpořen Česko-německým fondem budoucnosti, ze střešního fondu Ministerstva kultury, městem Cheb i bývalým ONV Cheb. Svým dílem z příspěvků a darů členů přispěl i chebský Spolek Maria Loreto. Během deseti let se Antonu Hartovi za pomoci německého Spolku Maria Loreto podařilo v Německu sehnat dva miliony marek.
První neděli v říjnu roku 1993 se na loretě uskutečnilo první velké českoněmecké setkání za účasti plzeňského biskupa Františka Radkovského. Tato setkání se od té doby každoročně opakují při slavnostní poutní mši. V roce 1994 při této českoněmecké pouti biskup vysvětil nově vybudovanou kapli Panny Marie a tři nově ulité zvony, které se poprvé po 50 letech opět z opravené zvonice rozezněly. V roce 1996 František Radkovský vysvětil dokončený kostel Sv. Ducha.
V dalších letech byly dokončeny ambity, opravena poslední zastavení, která zbyla z Velké křížové cesty, kaple Božího hrobu, kaple Ukřižování. Ze zničeného hřbitova vznikla meditační zahrada, kde byly umístěny nalezené sochy, které stály kdysi u Božího hrobu. Do rohových kaplí v ambitech byly umístěny nové sochy sochaře Hatto Zeidlera z Heidelbergu a na stěny obrazy ze života Panny Marie – dílo malíře Jaroslava Šindeláře z Plzně. V roce 2002 byl na hřbitově postaven zahradní pavilon. Sociální zázemí celého areálu bylo v roce 2005 zkvalitněno stavbou veřejných toalet s prodejním kioskem.

## Současnost
Loreta je v současné době opět plně funkční. V sezóně se zde každých čtrnáct dní konají české mše a jednou za měsíc mše německá, navíc časté poutě, české i německé. Skupina členů chebského Spolku Maria Loreto v době sezóny od roku 2003 dobrovolně zajišťuje na Loretě služby návštěvníkům, pečuje o úklid a květiny. Chebská farnost, které Loreta patří a která zde zajišťuje duchovní správu, spolupracuje i s německým spolkem, který stále přispívá i finančně. Dle záznamů průvodcovské služby ročně Loretu navštíví více než 10 tisíc poutníků a turistů z celé Evropy.
V červnu 2006 zástupci obou spolků Maria Loreto a chebské katolické farnosti podepsali dokument nazvaný „Maria Loreto: Místo smíření a setkávání“ načrtávající základní poslání a dlouhodobou vizi rozvoje poutního místa a upřesňující zásady spolupráce ve službě tohoto poslání.
Loreta je chráněna jako nemovitá kulturní památka.

## Stavební podoba
Poutní areál Maria Loreto byl postaven na návrší severovýchodně od Starého Hrozňatova u polygonálního farního, dnes filiálního kostela svatého Ducha z roku 1557, který tvoří závěr vnitřního areálu. Základní kámen poutního areálu položil tepelský opat Raymund Wilfert dne 3. října 1664. Vstup do areálu je v jeho západní části a nad vstupem stojí hranolová věž se zvonicí. Ta je krytá nízkou jehlancovou střechou a završena mohutnou dvojitou cibulovou bání s osmibokou sloupkovou zvoničkou na vrcholu. Do niky nad vchodem byla umístěna soška Panny Marie. Patro věže je odděleno profilovanou římsou a je prolomeno obdélným oknem s kruhovými hodinami a dalším obdélným, polokruhově zakončeným oknem v ose nad ním. Věž je pod střechou završena korunní římsou. Vnější stěny věže jsou členěny vpadlými lizénovými rámci se štukovými rámy kolem oken a vchodu.
V roce 1688 byla k obvodu na jihovýchodě areálu připojena samostatně stojící kaple svatého Kříže.

### Kaple Panny Marie Loretánské
V centru areálu stojí barokní kaple Panny Marie Loretánské v podobě Svatá chýše (Santa Casa), kolem níž jsou kryté ambity s nárožními kaplemi Panny Marie, svatého Jáchyma a svaté Anny, svatého Zachariáše a svaté Alžběty a svatého Františka. Stavba loretánské kaple souvisela s obnovováním mariánského kultu v oblasti. Jedná se o stavbu blokového typu na obdélném půdorysu. Kaple je krytá valbovou střechou s pálenou krytinou. Na východní straně kaple je připojen užší pravoúhlý přístavek, rozdělený do dvou podlaží. Vnější stěny kaple jsou hladké, bez členění. Vnitřní členění kaple napodobuje italské lorety typu Santa Casa. Na oltáři je postavena vyřezávaná soška Panny Marie Loretánské či Černé Matky Boží Loretánské z roku 1664. Rozměry odpovídají ztvárnění originálu. Postavy Panny Marie a Ježíška mají černou barvu tváří. Soška je oděna v stříbrném korunovačním plášti, posetým zlatými a stříbrnými mincemi a doplněna zlatou svatozáří z roku 1915.

### Ambity

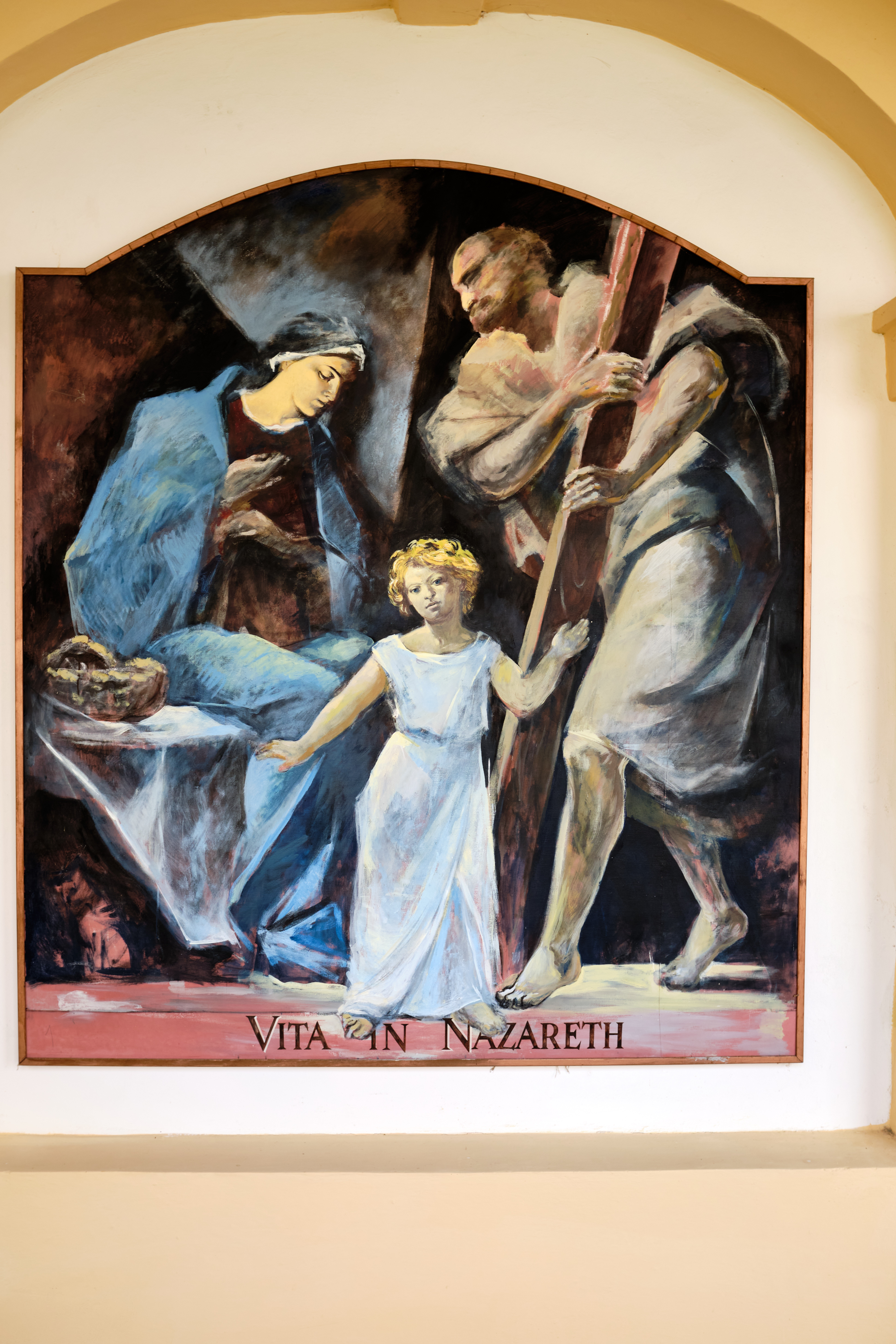
Ambit – Obraz ze života Panny Marie – „Život v Nazaretu“

Výklenky ambitů původně zdobilo 26 olejomaleb ve stylu holandského šerosvitu. Obrazy znázorňovaly život a působení Panny Marie na zemi i na nebi. Většina z nich pocházela z roku 1684. Žádný z obrazů se však nedochoval. Nové obrazy jsou dílem akademického malíře Jaroslava Šindeláře a byly vytvořeny postupně od roku 2001. U nových názvů bylo zachováno původní číslování, nové názvy byly přizpůsobeny současné terminologii.
| - 1. Neposkvrněné početí Panny Marie - 2. Narození Panny Marie - 3. Obětování Panny Marie v chrámě - 4. Zasnoubení Panny Marie - 5. Archanděl Gabriel zvěstuje Panně Marii narození Ježíše - 6. Navštívení Panny Marie - 7. Narození Spasitele - 8. Klanění mudrců - 9. Očišťování Panny Marie a obětování Ježíše v chrámě | - 10. Útěk do Egypta - 11. Cesta Svaté rodiny do Jeruzaléma - 12. Nalezení Ježíše v chrámě - 13. Domácí život ve svatém domku - 14. Blažená smrt svatého Josefa - 15. Svatba v Káně Galilejské - 16. Vzkříšený Ježíš se zjevuje Panně Marii - 17. Panna Marie uprostřed apoštolů - 18. Seslání Ducha svatého | - 19. Panna Marie přijímá od Jana svaté viatikum - 20. Zesnutí Panny Marie - 21. Nanebevzetí Panny Marie - 22. Korunování Panny Marie na nebesích - 23. Panna Marie přednáší naše modlitby Bohu - 24. Panna Marie jako Matka umírajících - 25. Panna Marie bere pod svůj ochranný plášť všechny stavy - 26. Ježíš s Pannou Marií žehnají Loretě |

Původní sochy v rohových kaplích ambitu se nedochovaly. Ve čtyřech rohových kaplích jsou umístěna nová sousoší. V severozápadní kapli se nachází skupina skulptur Zvěstování Panně Marii z roku 2000, v severovýchodní kapli Útěk svaté rodiny do Egypta z roku 2000, v jihovýchodní kapli Nanebevzetí Panny Marie z roku 2000, jihozápadní kapli Narození Krista z roku 2002. Sousoší jsou dílem Hatto Zeidlera a jeho syna Christopha Zeidlera z Heidelbergu. Sochaři jsou rovněž autory sousoší v některých kapličkách Křížové cesty, konkrétně v kapličkách č. 27, č. 28 a v kapli Božího hrobu (zastavení č. 29).

### Kostel svatého Ducha
Renesanční kostel svatého Ducha z roku 1557 je ve své podélné ose připojen k východnímu závěru areálu. Je postaven na šestnáctibokém půdorysu s pětiboce uzavřenou apsidou. Krytý je měděnou jehlancovou střechou s osmibokou sloupkovou zvoničkou s cibulovou bání na vrcholu. Stěny kostela jsou prolomeny obdélnými, segmentem zakončenými okny. Vnější stěny kostela jsou členěny vpadlými lizénovými rámci. Vnitřní prostor kostela je zaklenut nízkou kupolovitou klenbou s lunetami, vynesenými gotizujícími příporami v nárožích kostela. Vnitřní zařízení kostela tvořil původně hlavní oltář Zvěstování Panny Marie, po levé straně postranní oltář Panny Marie Pomocné a po pravé straně postranní oltář svatého Josefa. V roce 1915 byly oltáře renovovány uměleckým malířem Friedlem. V současnosti je na závěrové stěně kostela namalován iluzivní oltář.
V kostele se konají mše svaté a poutní bohoslužby, včetně příležitostných bohoslužeb česko-německých.

### Velká křížová cesta

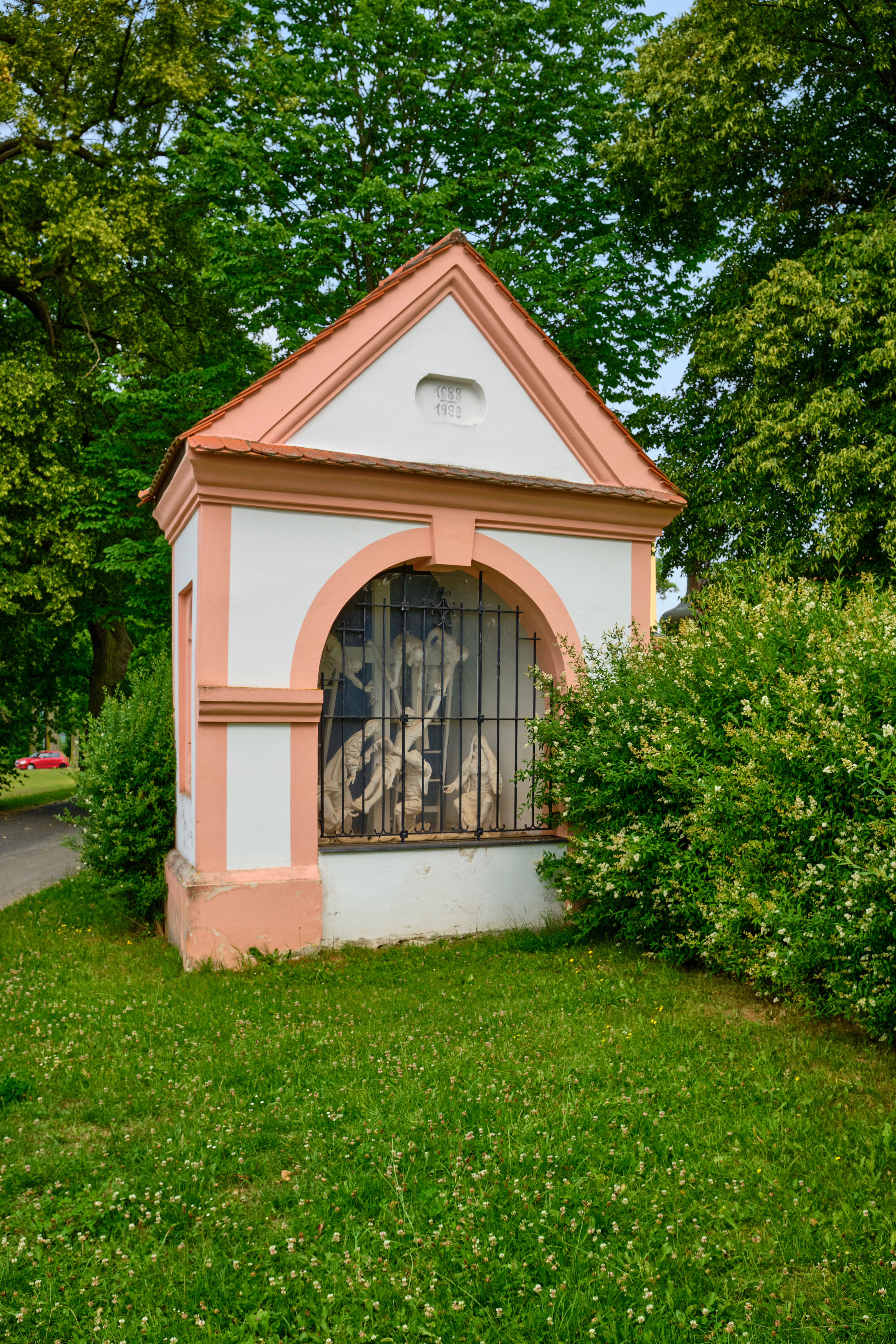
Kaplička - zastavení č. 28 „Ježíšovo tělo je vloženo do hrobu“

Velká křížová cesta byla budována současně s kaplí Panny Marie Loretánské v letech 1664–1689. Pro stavební záměr byla vybrána lokalita, který jezuité zakoupili již v roce 1658. Křížová cesta měla celkem 29 zastavení, umístěných ve 23 kapličkách. Její původní délka byla necelých sedm kilometrů. Začínala v Podhradě pod soutokem Mohelnského potoka s Odravou. Prvním zastavením byla kaple „Loučení Ježíše s Pannou Marií“. Kaplička stávala u bývalého Červeného mlýna a dnes se dnes nachází pod hladinou vodní nádrže Jesenice, vybudované v letech 1959–1961. Pozůstatek podstavce kaple stojí při břehu přehrady.
Posledním zastavením před Kaplí Božího hrobu v těsné blízkosti samostatně stojící kaple svatého Kříže z roku 1688 bylo zastavení č. 28 „Ježíšovo tělo je vloženo do hrobu“. V kaplích křížové cesty se nacházelo ještě počátkem 20. století celkem 127 vesměs dřevěných soch, ze kterých se dochovalo jen několik, uložených v muzejním depozitáři v Chebu.
Nadační fond Historický Cheb plánuje obnovu křížové cesty i jednotlivých zastavení a cesty mezi nimi. Podle plánů by obnovené první zastavení křížové cesty mělo být nově postaveno u silnice z Podhradu do osady Kozly. Pozemek, na němž kaple stála, patří státnímu podniku Povodí Ohře. Úkolu se ujal Spolek Maria Loreto z Chebu ve spolupráci s Klubem českých turistů.
Z původních devětadvaceti zastavení se jich nezachovala přibližně třetina, další jsou ve špatném stavu. Celou křížovou cestu se v její původní podobě obnovit nepodaří. Některá zastavení byla v místech, která jsou pod hladinou přehrady Jesenice.

### Kaple Božího hrobu
Kaple Božího hrobu Kaple jako poslední 29. zastavení Kalvárii zakončovala. Stojí na pokraji lesa asi 200 metrů východně od předposledního zastavení č. 28. Jako stavební inspirací byla pro chebské jezuity kaple Božího hrobu z křížové cesty v Římově a to téměř shodným průčelím a půdorysem. Liší se však detailu slepé arkády, která v Římově chybí. Architekt kaple je neznámý, uvažovalo se o Kryštofu Krausovi, o kterém je zmínka ve farní kronice. Z kontextu zmínky však vyplývá, že výstavbu kaple řídil spíše finančně. Možným, byť nepravděpodobným autorem je uváděn i Carlo Lurago, který do Slaného přinesl plány ke kapli Božího hrobu na Kvíčku. Ten ovšem v době založení kalvárie ve Starém Hrozňatově pracoval jinde. V architektonickém pojetí obou kaplí je velký rozdíl, navíc by se jednalo o posmrtnou realizaci, neboť Lurago zemřel 1684 v Pasově. 
Základní kámen kaple v Hrozňatově vysvětil dne 9. května 1688 Martin Popp – spirituál při chebském farním kostele svatého Mikuláše v Chebu. Do základů kaple byly vloženy ostatky svatého Antonína, svaté Uršuly, svatého Urbana a dalších světců. Kaple půdorysně dodržuje klasické a v Čechách a na Moravě nejrozšířenější pojetí dvou oddělených prostor. Její předsíň klenutá křížově přechází ve čtvercové základně v apsidu, resp. v klenbě v konchu. Je osvětlena velkým oknem, původně snad zdvojeným se segmentovým záklenkem kamenného ostění a malým čtvercovým otvorem v síle zdiva prostoupeným lichoběžně, který osvětluje prostor nepřímo. Protější strana je bez okna. Do zadní hrobové komory se vstupuje oproti jiným kaplím zřetelně vyšším portálkem, zakončeným půlkruhem a s kamenným ostěním ve spodní části. Boží hrob čtvercového půdorysu a je zaklenut valenou klenbou s dvěma příčnými lunetami. Na sedlovou střechu přecházející v závěru v dělenou valbu dříve nasedala vížka. Její přibližná podoba je známá z kresby Vincenze Pröckla. Rovnoběžně se severní obvodovou zdí probíhá vyšší kamenný sokl vyznačující tumbu. Bezprostřední okolí kaple bylo oploceno a přeměněno na zahradu.
U Božího hrobu se nacházel soubor kamenných soch, který je dnes umístěn v meditační zahradě, vybudované z bývalého hřbitova.
Dnešní kaple Božího hrobu slouží jako místo vzpomínek na nenarozené a předčasně zemřelé děti.

## Fotogalerie

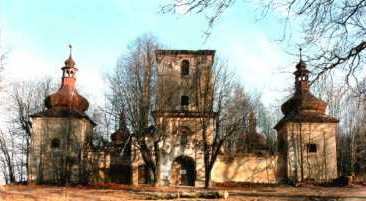
Maria Loreto před rekonstrukcí
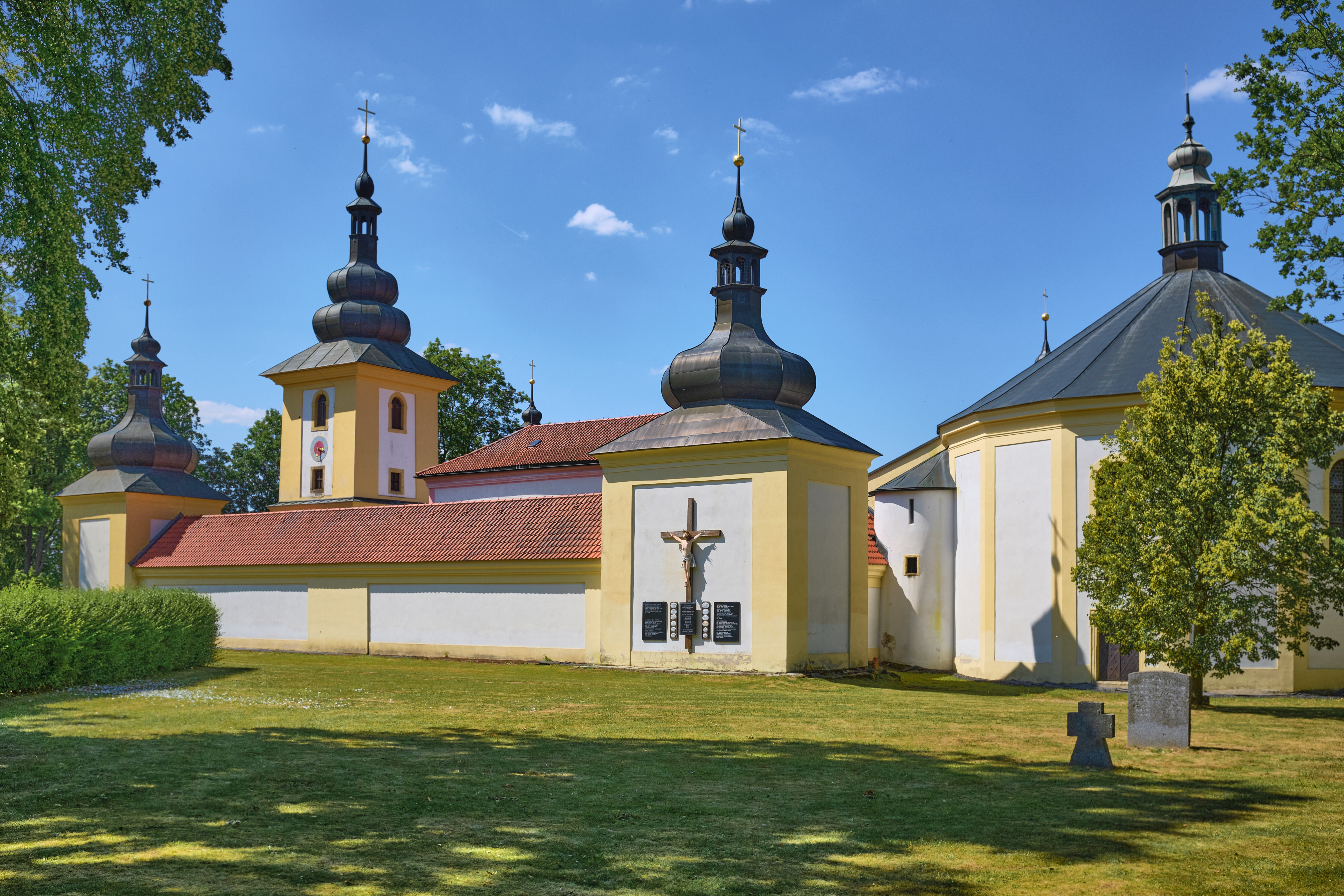
Maria Loreto po rekonstrukci
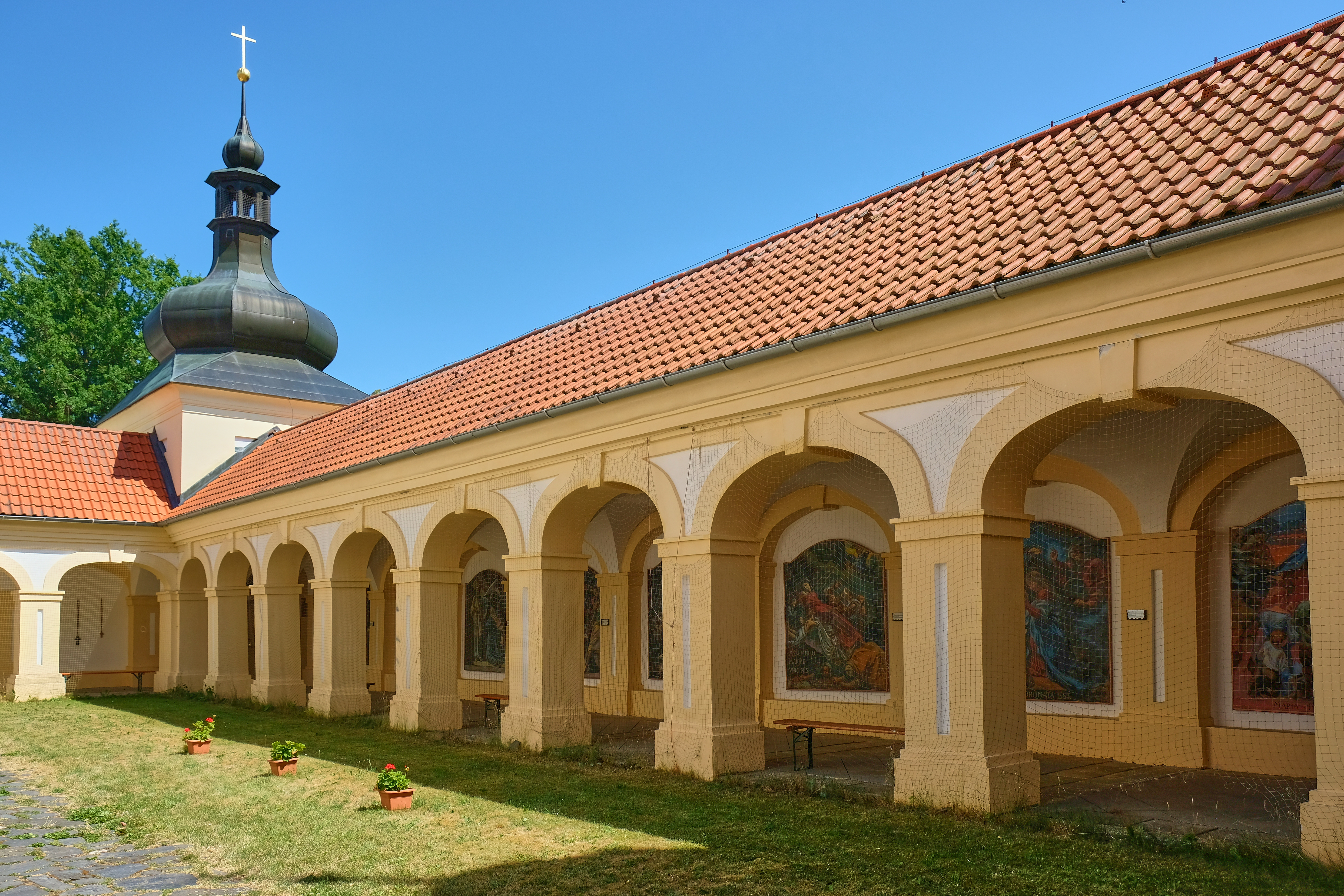
Ambit
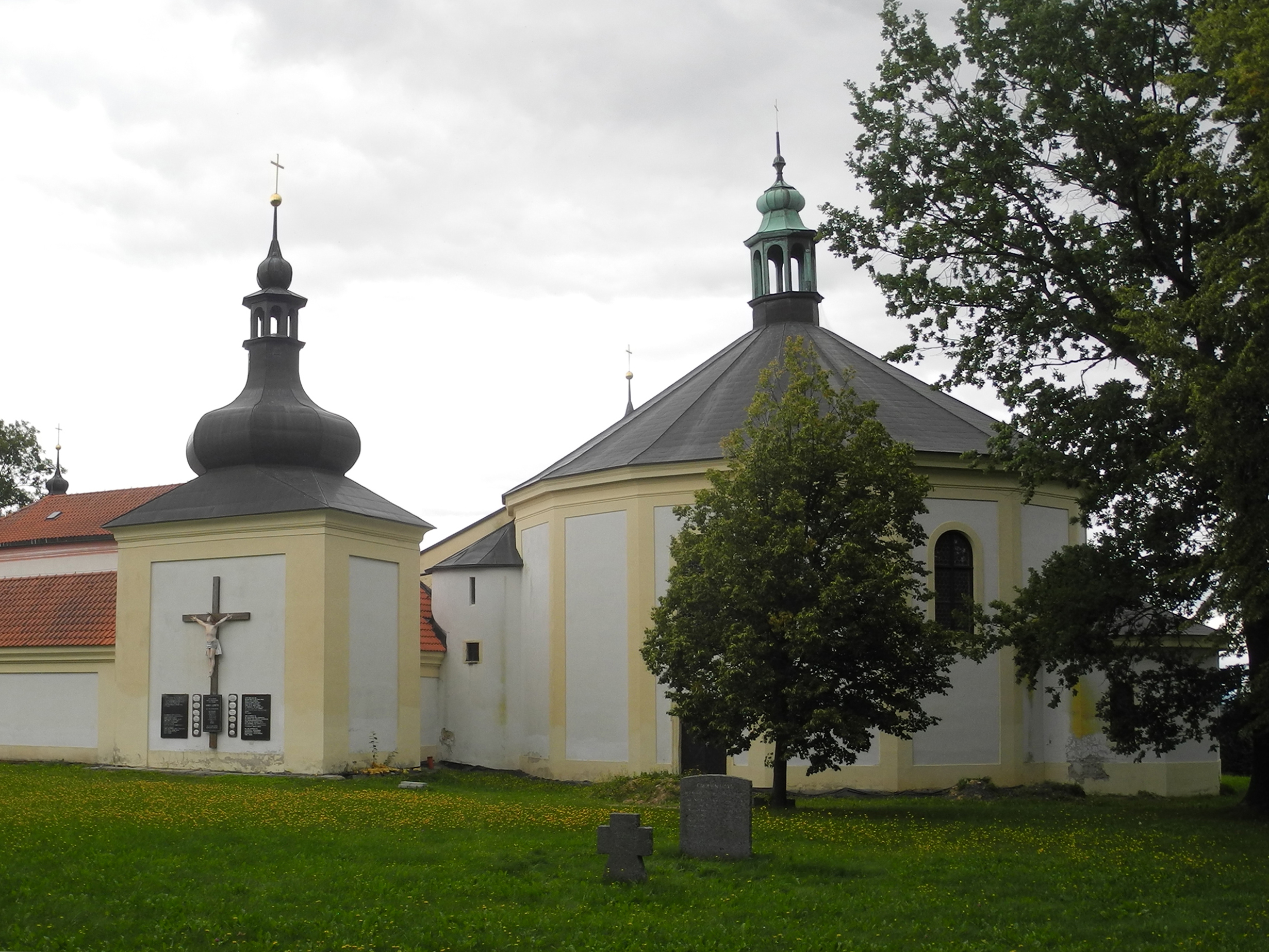
Kaple svatého ducha
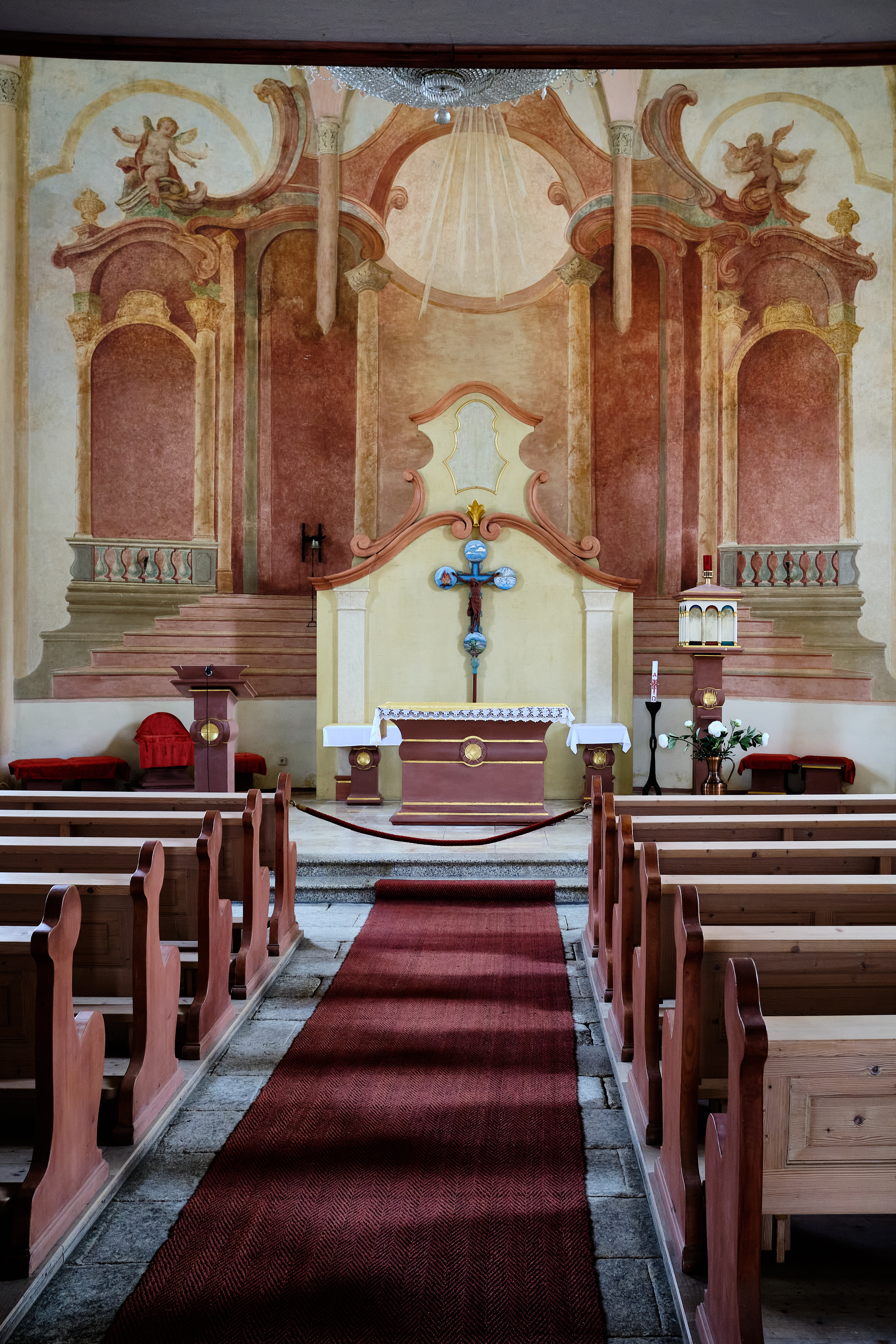
Interiér kostela svatého Ducha
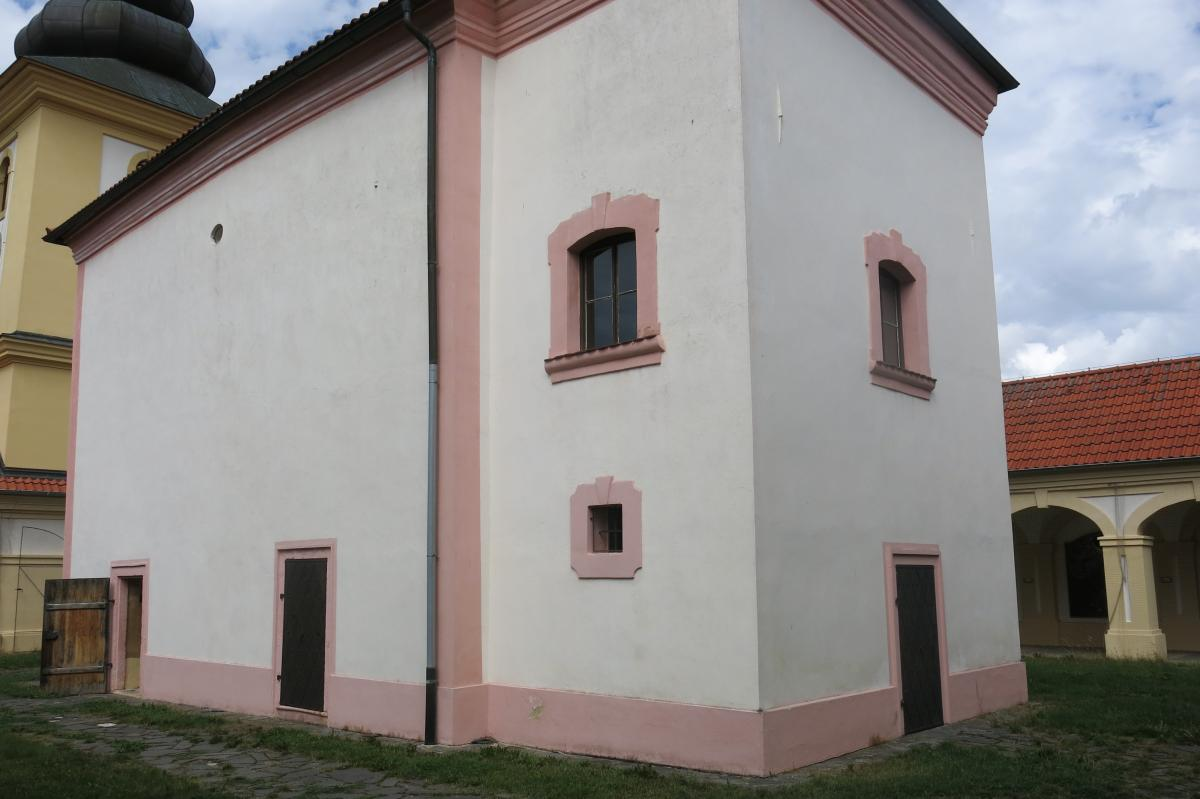
Kaple Panny Marie Loretánské
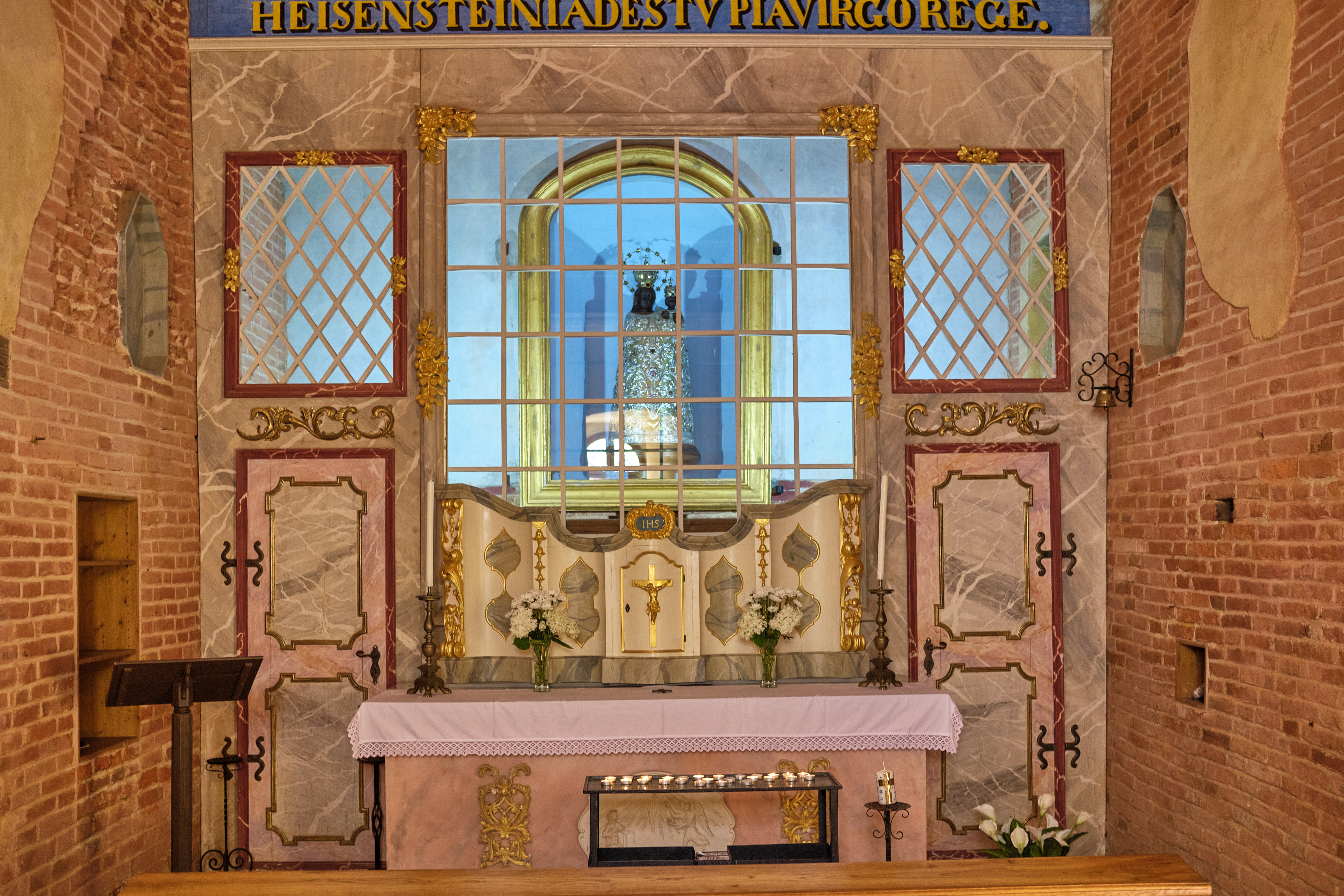
Interiér kaple Panny Marie Loretánské
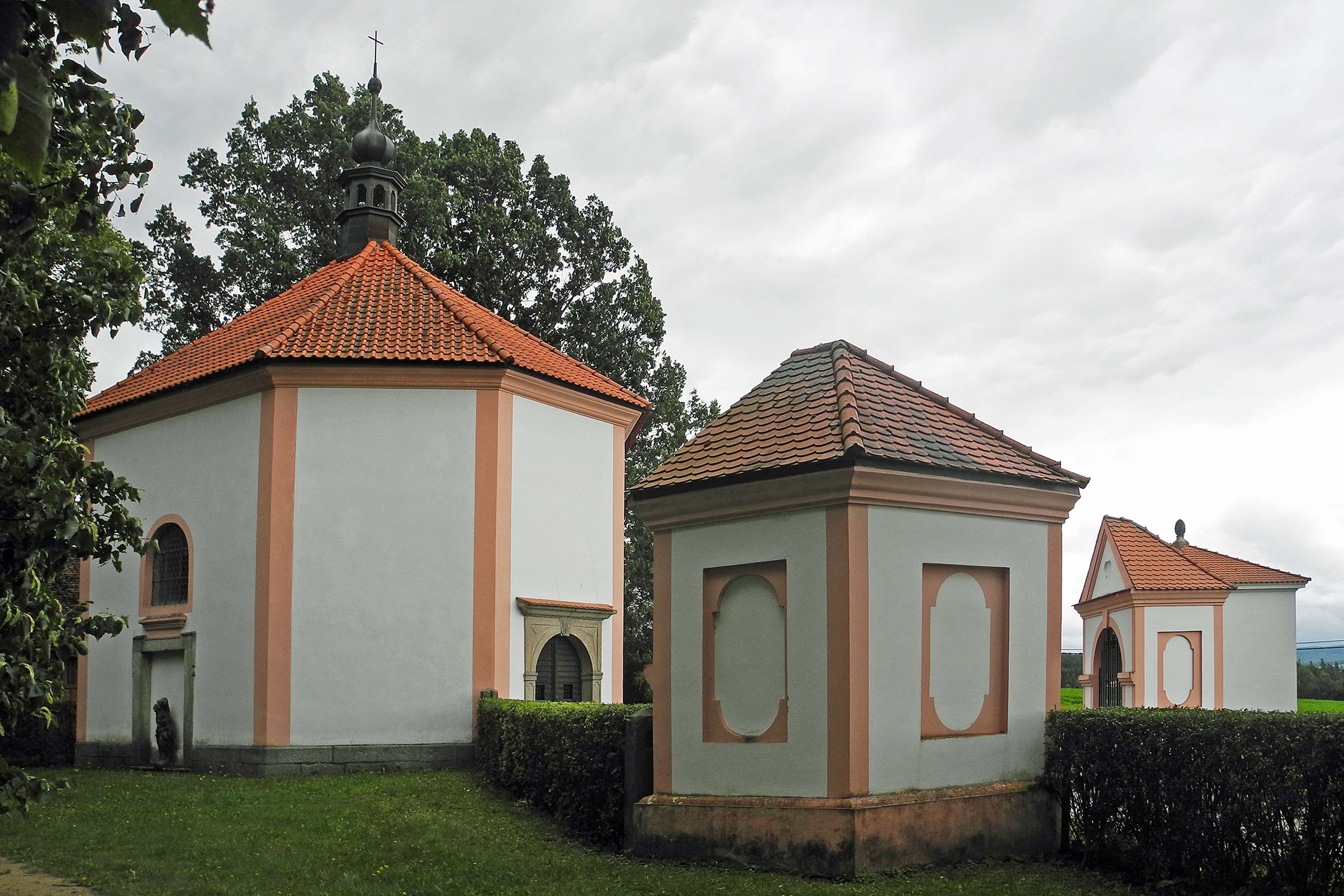
Kaple svatého Kříže
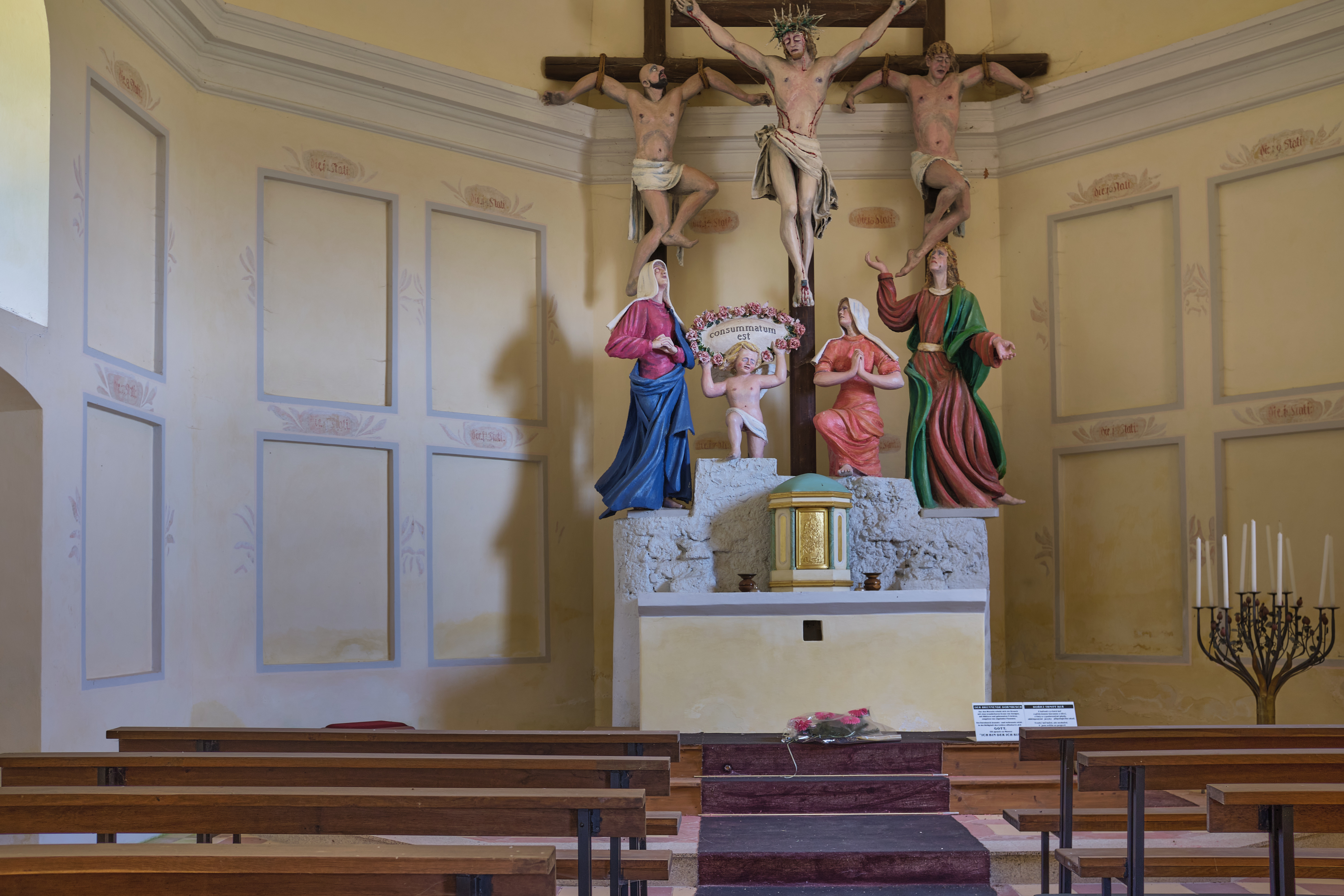
Interiér kaple svatého Kříže
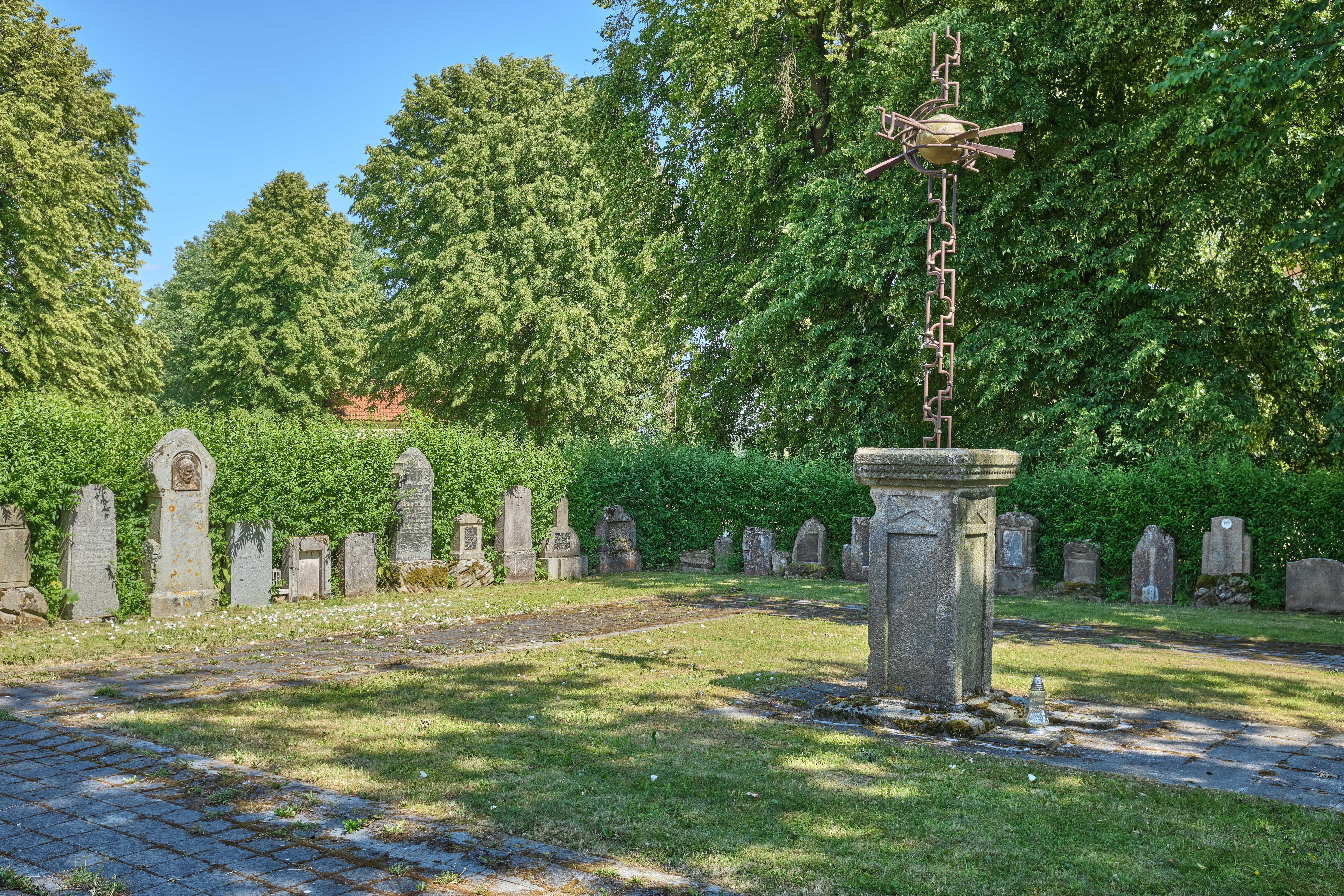
Hřbitov v areálu
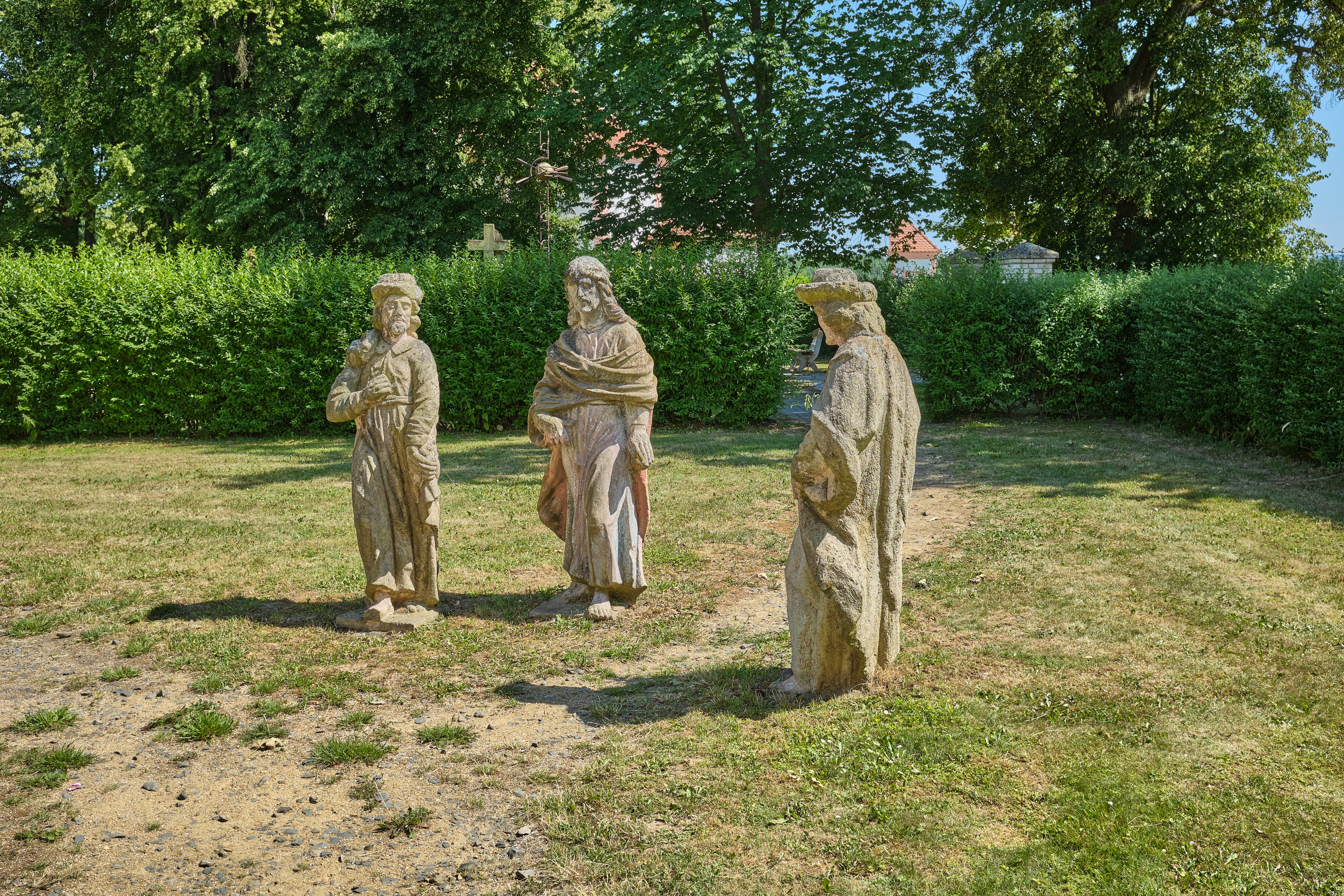
Skupina soch v areálu
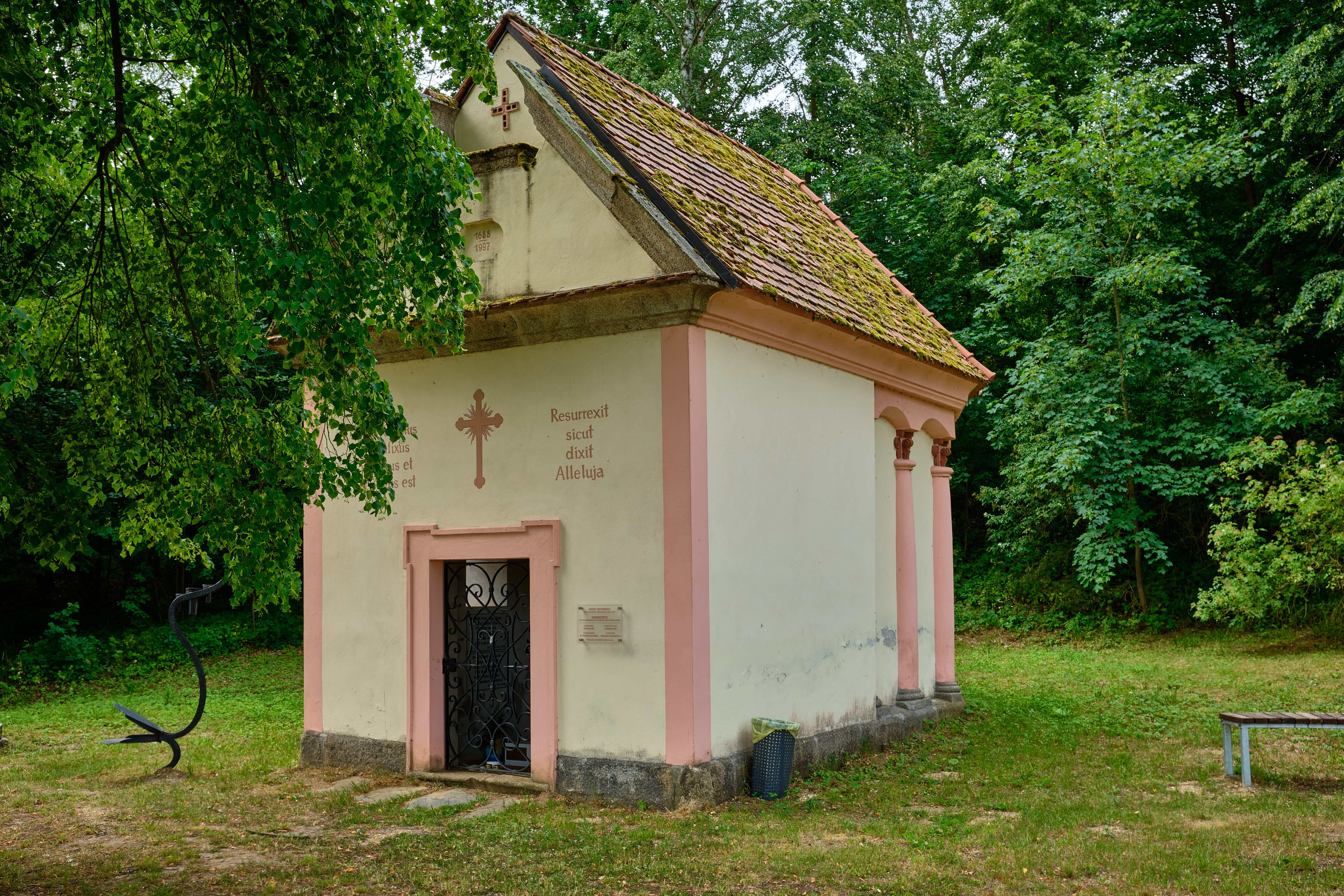
Kaple Božího hrobu